# Cearl di Mercia
Cearl (fl. VII secolo) fu uno dei primi sovrani di Mercia, che governò agli inizi del VII secolo, forse dal 606 al 626.
È il primo re di Mercia ad essere menzionato da San Beda il Venerabile nella sua Historia ecclesiastica gentis Anglorum. I suoi antenati sono sconosciuti, ma lui non è incluso nella genealogia reale merciana. Nel XII secolo Enrico di Huntingdon collocò Cearl come sovrano dopo Pybba, dicendo, però, che non fosse figlio di Pybba, ma un parente.
Secondo Beda, Cearl ebbe una figlia, Cwenburh, che sposò il futuro re di Northumbria, Edwin di Deira. Da quest'unione nacquero due figli: Osfrith e Eadfrith. Secondo gli storici questo matrimonio proverebbe l'indipendenza di Cearl dal sovrano northumbriano Æthelfrith, essendo Edwin rivale di Æthelfrith: Cearl non avrebbe dato in sposa sua figlia al nemico del suo signore. L'Historia Brittonum afferma che Penda sarebbe stato il primo sovrano a separare Mercia dalla Northumbria, ma se Cearl poté dare in sposa la figlia ad un avversario di Æthelfrith, ciò significherebbe che non sarebbe stato soggetto a lui. Probabilmente il rapporto di servaggio si sarebbe sposato in seguito. Lo storico D. P. Kirby ha ipotizzato che Cearl abbia permesso questo matrimonio tra la figlia e Edwin, perché quest'ultimo era protetto dal potente sovrano dell'Anglia orientale, Raedwald e che il successivo esilio di Edwin in questo regno sarebbe stato causato dal crescente potere di Æthelfrith.
Successore di Cearl fu Penda, figlio di Pybba, che probabilmente regnò dal 633 (o forse dal 626 se si dà credito alla Cronaca anglosassone, ma non è comunque possibile sapere se Penda abbia preso il potere subito dopo Cearl o dopo un certo periodo. Non si sa neppure che tipo di legame ci sia stato, se mai ci fu, tra Cearl e Penda. Se è vero che Cearl dette in moglie sua figlia a Edwin, è logico pensare che lui e Penda sarebbero stati rivali, dato che in seguito, insieme a Cadwallon del Gwynedd), Penda avrebbe sconfitto in battaglia Edwin.
Un'ulteriore prova dell'esistenza di una rivalità dinastica tra Cearl e Penda sarebbe fornita dalla successiva esecuzione fatta da Penda (secondo Beda) di Eadfrith, figlio di Edwin, che era nipote di Cearl (tramite Cwenburh). Sebbene non si conoscano le ragioni di Penda, l'uccisione di Eadfrith è stata spesso vista come il risultato della pressione esercitata dal re northumbriano Oswald, per il quale Eadfrith avrebbe rappresentato un pericolo. Tuttavia è anche possibile che Penda abbia pensato che Eadfrith potesse essere una minaccia per la sua stessa posizione, a causa della sua discendenza da Cearl.